# Metareva albescens
Metareva albescens là một loài bướm đêm thuộc phân họ Arctiinae, họ Erebidae.